# Sergio Mion
Sergio Mion (Venezia, 5 agosto 1931 – Mestre, 28 luglio 2015) è stato un calciatore italiano, di ruolo ala.

## Carriera

Mion (accosciato, secondo da sinistra) nel Legnano del 1953-1954

I suoi inizi sono con le giovanili del Venezia, nel 1950 viene ceduto al San Donà in Serie C dove disputa due campionati.
Nell'estate 1952 passa al Legnano in Serie B e sarà uno dei protagonisti della promozione dei lilla in Serie A nella stagione 1952-53. Classificatosi al secondo posto, dopo che la classifica finale fu più volte cambiata da decisioni successive degli organi federali, solo uno spareggio a fine luglio con il Catania riuscì a decretare la promozione del Legnano nella massima serie. Nello spareggio di Firenze vinto per 4-1 dal Legnano una delle reti fu segnata da Sergio Mion.  Nella stagione successiva esordisce in Serie A il 13 settembre 1953 nella gara che vede la sconfitta interna del Legnano contro la Fiorentina. Nella massima serie disputa 15 gare mettendo a segno due reti.
Nel 1954 torna al Venezia in Serie C. Con i neroverdi vince il campionato di Serie C 1955-56 ottenendo la promozione in Serie B dove gioca per quattro stagioni. Complessivamente Mion con il Venezia disputa due campionati di Serie C e quattro di Serie B, giocando in campionato 167 partite e segnando 18 reti.
Nel 1960 passa al Marsala in Serie C tra le cui file Mion disputa poche partite, come nella stagione successiva quando torna al Legnano e al cui termine si ritira.
Muore pochi giorni prima di compiere 84 anni.

## Palmarès

### Competizioni nazionali
- Campionato italiano Serie C: 1

Venezia: 1955-1956